# Jack Hollington
Jack Hollington (2 luglio 2001) è un attore britannico.
Ha debuttato nella produzione del National Theatre di An Inspector Calls seguito da un ruolo nella produzione itinerante di Medea. Poi è arrivata la performance di Hollington nei panni di Nathan nel West End e la rappresentazione teatrale del National Tour di The Full Monty. I suoi ruoli televisivi sono iniziati con l'episodio "The Time of the Doctor" della serie Doctor Who.

## Carriera
Nel 2015 Hollington ha ottenuto il ruolo principale del giovane Leo Colston nella produzione televisiva della BBC di The Go-Between e ha recitato in un cast impressionante che includeva Jim Broadbent  e Vanessa Redgrave. La sua interpretazione in  The Go-Between è stata considerata da Jasper Rees nel The Daily Telegraph come: "una performance superbamente intuitiva di un giovane attore che porta un pesante fardello. Hollington ha mantenuto la sua posizione per tutto il tempo"..."Nelle scene chiave ha cantato come Ernest Lough e ha preso il suo cricket come Ben Stokes." Sam Woolaston, per il The Guardian, ha elogiato la performance di Hollington: "non solo per la sua convincente interpretazione del giovane Leo, ma anche per essere un giovane Jim Broadbent (vecchio Leo) totalmente convincente". The Go-Between è stato nominato per un premio BAFTA nella categoria miglior dramma singolo nel 2016.
Hollington ha interpretato il ruolo del "giovane Beowulf" in tre episodi della miniserie televisiva Beowulf: Return to the Shieldlands e ha recitato in film come Raccolto amaro e Brimstone .

## Filmografia

### Cinema
- Left, regia di Eamonn O Neill - cortometraggio (2013) Voce
- The Boogeyman, regia di Stephen Hyams - cortometraggio (2014)
- James, regia di Claire Oakley - cortometraggio (2014)
- Advent, regia di Mahalia Belo - cortometraggio (2014)
- Brimstone, regia di Martin Koolhoven (2016)
- Truck, regia di Rob Curry - cortometraggio (2016)
- Raccolto amaro (Bitter Harvest), regia di George Mendeluk (2017)
- Kin, regia di Helena Middleton - cortometraggio (2017)

### Televisione
- Doctor Who – serie TV, 1 episodio (2013)
- Casualty – serie TV, 1 episodio (2014)
- The Go-Between, regia di Pete Travis – film TV (2015)
- Beowulf: Return to the Shieldlands – serie TV, 4 episodi (2016)
- Fearless, regia di Pete Travis – miniserie TV (2017)